# Spektrometer

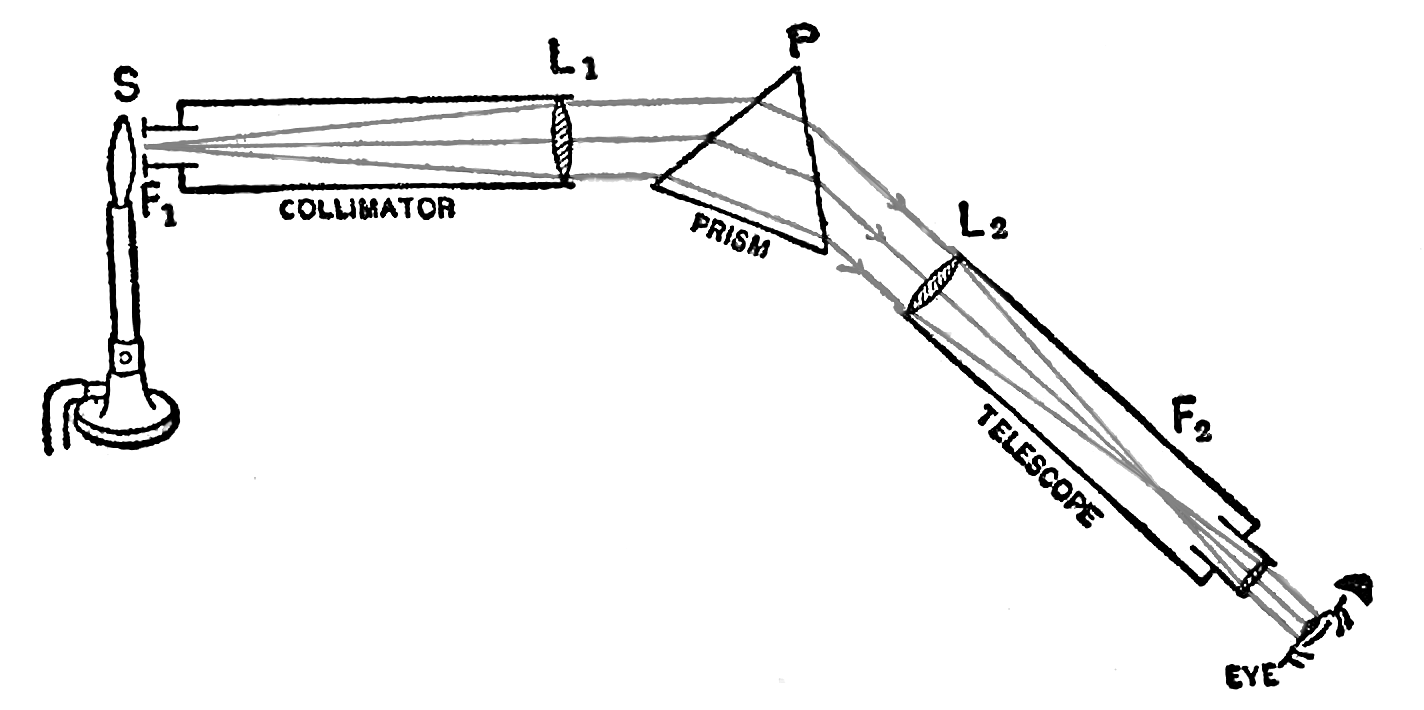
Spektroskop med prisma.

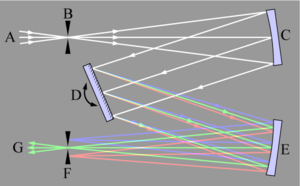
Gitterspektrometer, där ljus från en källa A kommer via ingångsspalten B och hålspegel C parallellt in på ett vridbart reflektionsgitter D. De olika våglängderna fokuseras av hålspegel E på utgångsspalten F.

Spektrometer är ett instrument för att dela upp och mäta ett fysiskt fenomen i dess olika delar. En av de första tillämpningarna var att dela upp synligt ljus i dess olika färger med hjälp av ett prisma. Med tiden har begreppet spektrometer kommit att utvidgas till en stor mängd av olika typer av instrument som används för ett stort antal fysiska fenomen. Då de olika naturvetenskapliga disciplinerna har kommit att överlappa varandra används spektrometrar inom såväl biologi, kemi, fysik, seismologi och astronomi.
I vetenskapliga sammanhang gör man skillnad på spektrometer och spektrograf. Som efterleden i orden anger har en spektrograf förmågan att åskådliggöra (dela upp fenomenet kvalitativt) fenomenet medan en spektrometer även har förmågan att mäta uppdelningen kvantitativt.
Olika typer av spektrometrar namnges oftast genom att man lägger till ett förled som specificerar användningsområdet eller konstruktionen. Namngivningen har dock kommit att bli en vildvuxen flora av termer som dessutom används lite olika i olika sammanhang. 
Inom fysik delar man vanligen in strålning i elektromagnetisk strålning (till exempel synligt ljus, röntgen- och gammastrålning) och partikelstrålning (till exempel alfa- och betastrålning). Spektrometrar som används för elektromagnetisk strålning får ofta ett förled i namnet som syftar på våglängdsområdet medan spektrometrar som används för partikelstrålning ofta får ett förled som avser vilken typ av partiklar som omfattas eller vilken fysikalisk storhet instrumentet delar upp strålningen i.
Optiska spektrometrar delar upp och mäter synligt ljus. Vanligen används ett prisma eller ett gitter för att dela upp ljuset. För att mäta intensiteten används olika typer av detektorer som är känsliga för synligt ljus. Beroende på hur ljuset uppstår och hur det behandlas på vägen delar man upp den optiska spektroskopin olika typer.
Några exempel på spektrometrar
En optisk emissionsspektrometer används för att mäta fördelningen av ljus som något sänder ut. Eftersom sammansättningen på ljuset är unik för ämnet så kan man avgöra vilket ämne som skickat ut ljuset. Se emissionsspektrum.
En optisk absorptionsspektrometer används för att se hur ljus absorberas i ett ämne, till exempel en gas eller vätska. Man använder sig av en ljuskälla som ger en känd sammansättning av ljuset och låter därefter ljuset passera genom det som skall undersökas. Eftersom absorptionen av ljuset är unikt för ämnet så går det att bestämma sammansättningen i det som undersöks. Se absorptionslinje.
För de icke synliga delarna av det elektromagnetiska spektrumet finns det ett stort antal typer av spektrometrar såsom IR-spektrometer, UV-spektrometer, röntgen- och gammaspektrometer.
En elektronspektrometer används främst för att studera sammansättningen i kristaller. En elektronstråle skjuts mor kristallen och beroende på kristallens sammansättning så studsar/sprids elektronerna olika i kristallen och man kan på det sättet avgöra kristallens sammansättning. 
En röntgenspektrometer används för att mäta röntgenstrålning. Man kan mäta den röntgenstrålning som ett ämne spontant avger eller bestråla provet för att det skall avge röntgenstrålning. I en pulverspektrometer eller enkristallspektrometer skickar man röntgenstrålning från ett visst ämne på provet. Beroende på provets sammansättning så studsar/reflekteras röntgenstrålningen olika och det går att bestämma provets sammansättning. Om man istället skickar en elektronstråle på ett prov så avger det röntgenstrålning vars sammansättning beror på provets sammansättning. Beroende på hur man detekterar med avseende på dess energi eller våglängd så kallas instrumentet energidispersiv eller våglängdsdispersiv spektrometer. Då elektronmikroskop har blivit vanliga i olika laboratorier så har framförallt den energidispersiva röntgenspektroskopin blivit en allmänt utbredd metod för att kunna avgöra sammansättningen av grundämnen i ett prov.
En masspektrometer används för att mäta ett provs, eller delar av det, massa och därmed kunna dra slutsatser om provets sammansättning. Man värmer provet eller skjuter på det med någon typ av stråle. Delar av provet skjuts iväg i form av joner. Jonerna passera sedan någon typ av sorteringsmekanism som sorterar dem med avseende på massa innan de detekteras. Det har utvecklats en uppsjö av olika typer av specialiserade masspektrometrar som för olika användningsområden använder olika metoder för att jonisera provet och med olika sorteringsmekanismer. Bland dessa finns bland annat ICP-MS (Inductively Coupled Plasma Mass Spectrometer) och TOF (Time-Of-Flight spectrometer).